# XXIV legislatura del Regno d'Italia

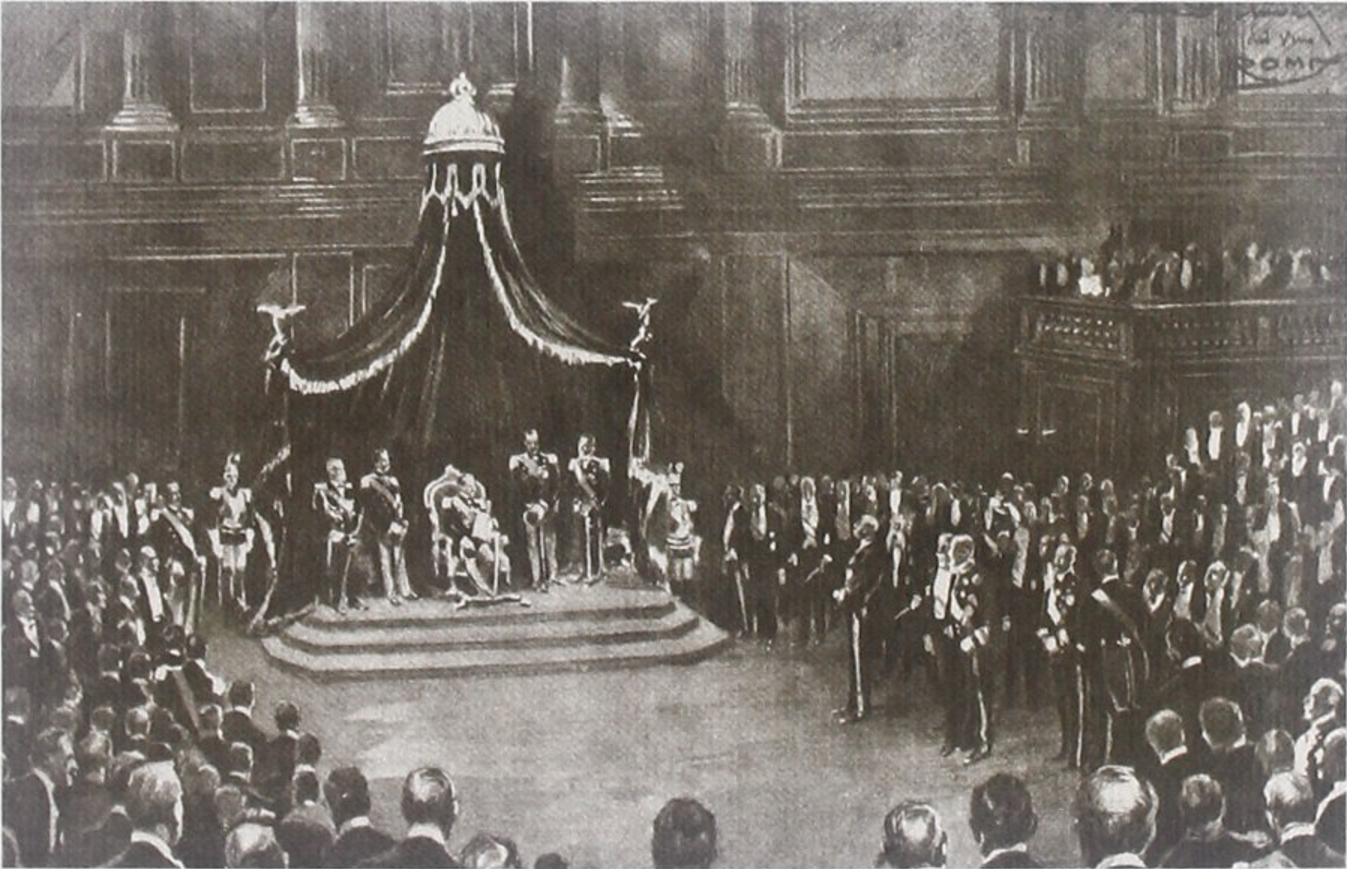
Vittorio Emanuele III inaugura la XXIV Legislatura nella sala del senato a Palazzo Madama

La XXIV legislatura del Regno d'Italia ebbe inizio il 27 novembre 1913 e si concluse il 29 settembre 1919.
Come previsto dalla legge elettorale del 1912, venne ampliato notevolmente il numero dei votanti (dai 2.930.473 delle elezioni del 1909 a 8.443.205), includendo tutti i cittadini maschi di oltre 30 anni (compresi gli analfabeti) e parte dei cittadini tra 21 e 30 (alfabeti oppure in possesso dei requisiti fissati dalle precedenti leggi oppure in regola con il servizio militare); era stabilito il doppio turno con ballottaggio nei collegi uninominali.

## Governi
Governi formati dai Presidenti del Consiglio dei ministri su incarico reale.
1. Governo Giolitti IV (30 marzo 1911 - 21 marzo 1914), presidente Giovanni Giolitti
  - Composizione del governo: Liberali, Partito Radicale Italiano
2. Governo Salandra I (21 marzo 1914 - 5 novembre 1914), presidente Antonio Salandra
  - Composizione del governo: Liberali
3. Governo Salandra II (5 novembre 1914 - 18 giugno 1916), presidente Antonio Salandra
  - Composizione del governo: Liberali, Partito Repubblicano Italiano
4. Governo Boselli (18 giugno 1916 - 30 ottobre 1917), presidente Paolo Boselli
  - Composizione del governo: Liberali, Partito Repubblicano Italiano, Partito Socialista Riformista Italiano, Partito Radicale Italiano
5. Governo Orlando (30 ottobre 1917 - 23 giugno 1919), presidente Vittorio Emanuele Orlando
  - Composizione del governo: Liberali, Partito Socialista Riformista Italiano, Partito Radicale Italiano, Indipendenti
6. Governo Nitti I (23 giugno 1919 - 21 maggio 1920), presidente Francesco Saverio Nitti
  - Composizione del governo: Liberali, Partito Popolare, Partito Socialista Riformista Italiano, Partito Radicale Italiano, Indipendenti

## Parlamento

### Camera dei Deputati
- Presidente
  - Giuseppe Marcora, dal 24 novembre 1913 al 29 settembre 1919

Nella legislatura la Camera tenne 393 sedute.

### Senato del Regno
- Presidente
  - Giuseppe Manfredi, dal 27 novembre 1913 al 6 novembre 1918 (deceduto)
  - Adeodato Bonasi, dal 18 novembre 1918 al 29 settembre 1919

Nella legislatura il Senato tenne 201 sedute.